# Робер Васеж
Робер Васеж (фр. Robert Waseige, нар. 26 серпня 1939, Льєж, Бельгія — пом. 17 липня 2019) — бельгійський футболіст, що грав на позиції захисника. По завершенні ігрової кар'єри — тренер.
Дворазовий володар Кубка Бельгії (як тренер).

## Ігрова кар'єра
У дорослому футболі дебютував 1959 року виступами за команду клубу «Льєж», в якій провів чотири сезони.
Своєю грою за цю команду привернув увагу представників тренерського штабу клубу «Брюссель», до складу якого приєднався 1963 року. Відіграв за команду з Брюсселя наступні сім сезонів своєї ігрової кар'єри.
Завершив професійну ігрову кар'єру у клубі «Вінтерслаг», за команду якого виступав протягом 1970—1973 років.

## Кар'єра тренера
Розпочав тренерську кар'єру, ще продовжуючи грати на полі, 1971 року, очоливши тренерський штаб клубу «Вінтерслаг».
1976 року став головним тренером команди «Стандард» (Льєж), тренував команду з Льєжа три роки.
З 1979 по 1994 роки тренував «Вінтерслаг», «Локерен», «Льєж», та «Шарлеруа».
Згодом протягом 1994—1996 років очолював тренерський штаб клубу «Стандард» (Льєж).
1996 року прийняв пропозицію попрацювати у клубі «Спортінг». Залишив лісабонський клуб 1996 року.
Протягом 3 років, починаючи з 1999, був головним тренером збірної Бельгії. Керував діями національної команди на домашньому для бельгійців чемпіонаті Європи 2000 року (невихід із групи) та чемпіонаті світу 2002 року (програш на стадії 1/8 фіналу майбутнім переможцям турніру бразильцям).
2002 року був знову запрошений керівництвом клубу «Стандард» (Льєж) очолити його команду, з якою пропрацював один сезон.
Протягом частини 2004 року очолював тренерський штаб збірної Алжиру.
Наразі останнім місцем тренерської роботи був клуб «Брюссель», головним тренером команди якого Робер Васеж був у сезоні 2005.

## Досягнення

### Як тренера
- Володар кубка Бельгії:

«Стандард» (Льєж): 1989—1990, 1992—1993